# Circuit de Vallelunga
El circuit de Vallelunga, anomenat oficialment Autodromo di Vallelunga Piero Taruffi, és un circuit de curses situat a Vallelunga (una frazione de Campagnano di Roma), 32 km al nord de Roma, Itàlia. El circuit es va construir el 1951 com a pista de terra oval d'1,773 km de longitud i més tard es va asfaltar. El nom és un homenatge al famós pilot italià Piero Taruffi.

## Història

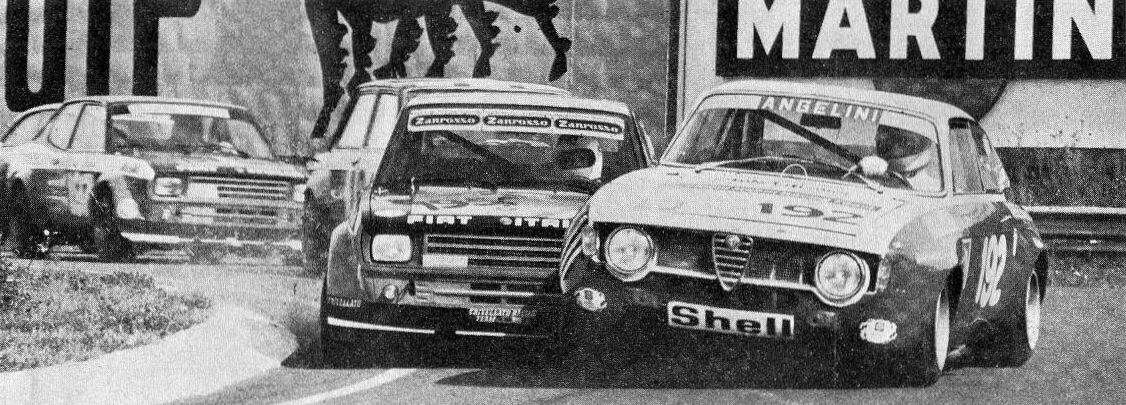
Cursa de turismes al circuit el 1972

A partir de 1963, Vallelunga va allotjar el Gran Premi de Roma i el 1967, quan el circuit va passar a ser propietat de l'Automobile Club d'Italia (ACI), se li va afegir un nou bucle. El 1971 s'hi va dur a terme una nova reforma.
A l'agost del 2004 es van iniciar obres de reforma per a allargar-ne el traçat de 863 metres, un cop acabades les quals el circuit va atènyer la seva longitud actual de 4,085 km. La nova configuració ha rebut l'homologació de la FIA com a circuit de proves i ara el fan servir diferents equips de Fórmula 1 amb aquesta finalitat. El circuit també ha acollit la prova de resistència de les 6 Hores de Vallelunga.
Vallelunga també és emprada per l'ACI com a centre de cursos de formació en seguretat a la conducció pública i, a la tardor de cada any, acull un ampli mercat de segona mà especialitzat principalment en recanvis d'automòbil d'època.
El recinte acull també els desenvolupadors de programari de simulació Kunos Simulazioni, que ocupen un garatge com a oficina.

## Historial del traçat

L'antic traçat de 3,226 km (1971-2004)
El traçat actual de 4,085 km (2005-actualitat)